# 珠斑眶棘鲈
珠斑眶棘鲈（学名：Scolopsis margaritifer）为眶棘鲈科眶棘鲈属的鱼类。分布于台湾澎湖等。该物种的模式产地在Waigeo岛。